# 高島市民病院
高島市民病院（たかしましみんびょういん）は、滋賀県高島市勝野にある高島市立の病院である。滋賀県災害拠点病院や地域がん診療病院、初期緊急被ばく医療機関に指定されている。
当病院は、滋賀県内の臨床研修指定病院の中では、最も病床数の少ない施設ではあるが、湖西地域唯一の臨床研修指定病院であり、唯一の総合病院である。高島市内で発生した救急搬送症例の90％以上が当病院に搬送されている。

## 沿革
- 1950年（昭和25年）2月 - 高島町国民健康保険直営高島診療所、開設[1]。（内科・耳鼻科）
- 1956年（昭和31年）9月 - 高島町国民健康保険高島診療所。（外科・整形外科・産婦人科を増設）
- 1958年（昭和33年）3月 - 高島町国民健康保険高島病院、開設[1]。
- 1960年（昭和35年）8月 - （放射線科を増設）
- 1961年（昭和36年）1月 - （歯科を増設）
- 1965年（昭和40年）9月 - 救急病院告示。
- 1966年（昭和41年）6月 - （小児科を増設）
- 1971年（昭和46年）12月 - リハビリテーションセンター、設置。
- 1973年（昭和48年）1月 - （理学療法科を増設）
- 1975年（昭和50年）12月 - （精神科神経科を増設
- 1977年（昭和52年）3月 - へき地中核病院指定。
- 1978年（昭和53年）
  - 6月 - 平良出張診療所、開設。
  - 8月 - （皮膚科を増設）
  - 10月 - （泌尿器科・眼科を増設）
- 1979年（昭和54年）
  - 6月 - （脳神経外科を増設）
  - 7月 - 二次救急、発足。
- 1981年（昭和56年）10月 - 湖西地域広域市町村事務組合へ移管され高島郡立高島病院となる[1]。
- 1987年（昭和62年）7月 - 針畑診療所、開設。
- 1988年（昭和63年）4月 - （循環器科を増設）
- 1991年（平成3年）4月 - 公立高島総合病院に名称変更[1]。
- 1996年（平成8年）10月 - （歯科を歯科口腔外科に変更設置）
- 1997年（平成9年）11月 - （麻酔科を増設）
- 1998年（平成10年）6月 - （心臓血管外科を増設）
- 1999年（平成11年）11月 - 開設者を湖西広域連合に変更[1]。
- 2003年（平成15年）6月 - 総合相談窓口を設置。
- 2004年（平成16年）4月 - 地域リハビリテーション支援センターを設置。
- 2005年（平成17年）1月 - 開設者を高島市に変更[1]。
- 2009年（平成21年）8月 - 災害拠点病院に指定される[2]。
- 2012年（平成24年）
  - 4月 - 高島市民病院に名称変更[1]。
  - 5月 - 新病院運用開始[1]。
- 2015年（平成27年）4月1日 - 国から「地域がん診療病院」に指定される[3]。

## 部署・施設一覧

### 診療部
- 内科
- 神経内科
- 精神科神経科（こころの相談室を併設）
- 循環器科
- 小児科
- 皮膚科
- 泌尿器科
- 外科
- 整形外科
- 脳神経外科
- 心臓血管外科
- 産婦人科
- 眼科
- 耳鼻咽喉科
- リハビリテーション科
- 放射線科
- 麻酔科
- 歯科口腔外科

### 医療技術部
- 薬局
- 中央検査室
- 放射線室
- リハビリテーション室
- 臨床工学室
- 栄養管理室
- 湖西広域リハビリテーション支援センター

### 看護部
- 外来
- 病棟
- 人工透析室
- 中央材料室
- 中央手術室

### 管理部
- 患者サービス課
- 経営支援課
- 地域連携室

## 付属施設
高島市病院事業の設置等に関する条例第1条第3項の規定により、以下の付属施設を置く。
- 高島市民病平良出張診療所（高島市朽木平良100番地1）
- 高島市民病針畑診療所（高島市朽木中牧111番地3）

## 交通アクセス
- 湖西線（JR西日本）近江高島駅より徒歩2分。
- 高島市コミュニティバスで高島市民病院停留所下車。